# Solea (Vorname)
Solea, auch Soleá, ist ein weiblicher Vorname.

## Herkunft und Bedeutung
Beim spanischen Namen Soleá [so.le.ˈa] handelt es sich entweder um eine dialektale Variante von Soledad, die die andalusische Aussprache widerspiegeln soll, oder leitet sich nach der Soleá ebenfalls vom spanischen soledad „Einsamkeit“ ab.
Die Theorie, es handle sich um eine wallonische Form von Soleil „Sonne“ ist nicht belegt.

## Verbreitung
In Deutschland erreichte der Name Solea im Jahr 2009 erstmals die Liste der 1000 meistgewählten Vornamen. Bei stark schwankender Popularität wurde er weiterhin selten gewählt. Nachdem im Jahr 2021 die deutsche Sängerin Sarah Engels ihre Tochter Solea nannte, erlangte der Name große Mediale Aufmerksamkeit und erreichte im darauffolgenden Jahr mit Rang 233 erstmals die Top-500 der deutschen Vornamenscharts. Im Jahr 2023 gewann er leicht an Beliebtheit und belegte Rang 227. Besonders beliebt ist der Name dabei in Baden-Württemberg. Zwischen 2010 und 2023 wurde Solea in Deutschland mindestens 400 Mal als erster Vorname vergeben. Im Durchschnitt ist eine deutsche Solea 4 Jahre alt.
In Österreich wurde der Name Solea erstmals im Jahr 2007 vergeben. Bis 2020 wurde er nur zehnmal vergeben. Dann gewann der Name an Popularität, während er im Jahr 2020 kein einziges Mal vergeben wurde, wurden im darauffolgenden Jahr 3 Kinder Solea genannt, womit der Name auf Rang 1034 der Vornamenscharts stand. Im Jahr 2022 sprang der Name mit 15 Namensträgern (0,04 %) auf Rang 351 der Vornamenscharts. Ein Jahr später verlor er wieder an Beliebtheit und belegte (12 Namensträger).

## Varianten
Neben Solea existieren die Schreibweisen Soleá und Soléa.
Eine weitere Variante des Namens ist Soledad.